# Jean Piaget
Jean Piaget (ur. 9 sierpnia 1896 w Neuchâtel, zm. 16 września 1980 w Genewie) – szwajcarski psycholog, biolog i epistemolog.

## Życiorys
W 1918 obronił doktorat z biologii, a w 1921 rozpoczął badania z zakresu psychologii dziecka w Instytucie Rousseau w Genewie. Wkrótce potem objął katedrę historii myśli naukowej, a w 1929 katedrę psychologii eksperymentalnej. Profesor filozofii i socjologii w Neuchâtel, Lozannie i psychologii dziecka w Paryżu. Dyrektor Instytutu Nauk Pedagogicznych i Międzynarodowego Biura Wychowania (IBE-UNESCO). Od 1955 organizator i dyrektor interdyscyplinarnego Międzynarodowego Centrum Epistemologii Genetycznej. Profesor psychologii wychowawczej Uniwersytetu Genewskiego.
Znany przede wszystkim z teorii rozwoju poznawczego, która zrewolucjonizowała sposób myślenia o dziecięcym umyśle.
- 1 faza – [0 do 2 roku życia] sensoryczno-motoryczna – dzieci uczą się przez zmysły, ich świat jest doświadczeniem fizycznym. Dzieci w tym wieku mają stałość przedmiotu, tzn. kiedy np. mama odejdzie do innego pokoju, nadal istnieje. Coś co znika z pola widzenia, nie przestaje istnieć. Dzieci są egocentryczne.
- 2 faza – [2 do 6 roku życia] przedoperacyjna – dzieci starają się uaktywnić swoją wyobraźnię; mają bardzo egocentryczne spojrzenie na świat (egocentryzm oznacza niemożność zrozumienia punktu widzenia innych ludzi). Dzieci umieją odróżnić rzeczy realne od nierealnych – fantazji.
- 3 faza – [6–12 lat]  operacji konkretnych – stosowanie logiki i alternatywnych perspektyw, pomaga dziecku pojąć związki przyczynowo skutkowe; dzieci mają problem z pojęciami abstrakcyjnymi. Myślenie nie jest już egocentryczne.
- 4 faza – [od 12 roku życia do dorosłości]  operacji formalnych – dzieci zaczynają myśleć abstrakcyjnie; pozwala ona przekroczyć granicę czasu i przestrzeni.

Najważniejsze pojęcia wprowadzone przez Piageta:
schemat, akomodacja, asymilacja, równowaga.
- Asymilacja – przyłączenie jakiegoś pojęcia/struktur poznawczych do już istniejącego zasobu, który znamy.
- Akomodacja – proces w którym można modyfikować już znane nam pojęcia/struktury w celu dopasowania się do środowiska.

Według Piageta istotne jest to, żeby istniała między tymi dwoma zjawiskami równowaga.
Piaget uważał, że moment przechodzenia z jednej fazy na drugą jest indywidualny.
Piaget (1954) podkreślał, że istoty ludzkie używają świadomości, aby zaadaptować się lepiej do otaczającego ich środowiska.
W 1958 Uniwersytet Warszawski przyznał mu tytuł doktora honoris causa (promowała prof. Maria Żebrowska).
Jego współpracownikami były Bärbel Inhelder oraz Alina Szemińska. Pod jego kierunkiem przygotowała swoją rozprawę doktorską psycholog Annette Karmiloff-Smith.

## Publikacje

### Wydania oryginalne
- 1937 La construction du réel chez l'enfant, Paris : Delachaux et Niestlé
- 1950 Introduction à l'épistémologie génétique. Tome I: La pensée mathématique, Presses Universitaires de France, Paris
- 1950 Introduction à l'épistémologie génétique. Tome II: La pensée physique, Presses Universitaires de France, Paris
- 1950 Introduction à l'épistémologie génétique. Tome III: La pensée biologique, la pensée psychologique et la pensée sociale, Presses Universitaires de France, Paris
- 1965 Études sociologiques, Librairie Droz, Genève
- 1967 Logique et Connaissance scientifique, Encyclopédie de la Pléiade, Paris
- 1967 Biologie et connaissance, Éditions de la Pléïade, Paris
- 1969 Psychologie et pédagogie, Gonthiers Denoël (coll. Médiations), Paris
- 1970 Psychologie et épistémologie, Gonthiers Denoël (coll. Médiations), Paris.
- 1972 Où va l'éducation?, Gonthiers Denoël (coll. Médiations), Paris
- 1975 L'équillibration des structures cognitives Presses Universitaires de France, Paris („Równoważenie struktur poznawczych”)
- 1988 De la pédagogie, Éditions Odile Jacob, Paris
- L'épistémologie génétique, coll. Que sais-je?, Presses Universitaires de France, Paris

### Wydania w języku polskim (wybór)
- Studia z psychologii dziecka, tom 65 serii wydawniczej Omega, Warszawa 1966.